# Pollone
Pollone est une commune italienne de la province de Biella dans la région Piémont en Italie.

## Administration
| Période                                  | Période  | Identité          | Étiquette | Qualité |
| ---------------------------------------- | -------- | ----------------- | --------- | ------- |
| Depuis le 08/06/2009                     | En cours | Vincenzo Ferraris |           |         |
| Les données manquantes sont à compléter. |          |                   |           |         |

### Communes limitrophes
Biella, Fontainemore, Lillianes, Occhieppo Superiore, Sordevolo

### Personnalités
Pier Giorgio Frassati